# Березичівська сільська рада
Березичівська сільська рада — колишня адміністративно-територіальна одиниця та орган місцевого самоврядування в Любешівському районі Волинської області з адміністративним центром у селі Березичі.
Припинена 30 листопада 2017 року через об'єднання до складу Любешівської селищної громади Волинської області. Натомість утворено Березичівський старостинський округ при Любешівській селищній громаді.

## Загальні відомості
Водоймища на території, підпорядкованій даній раді: річка Стохід, озеро Шині.

## Населені пункти
Сільській раді підпорядковувались населені пункти:
- с. Березичі
- с. Віл
- с. Нові Березичі

## Склад ради
Загальний склад ради: 20 осіб. Голова сільради — Вітовщик Микола Никифорович.

### Керівний склад ради
| ПІБ                         | Основні відомості                                                                 | Дата обрання | Дата звільнення |
| --------------------------- | --------------------------------------------------------------------------------- | ------------ | --------------- |
| Романюк Василь Григорович   | Сільський голова, 1955 року народження, освіта, член Комуністичної партії України | 26.03.2006   | 31.10.2010      |
| Вітовщик Микола Никифорович | Сільський голова, 1959 року народження, освіта вища, безпартійний                 | 31.10.2010   |                 |

Примітка: таблиця складена за даними джерела

### Партійна приналежність
- Самовисування — 16 — 80 %
- Комуністична партія України — 4 — 20 %.[4]

## Населення
Згідно з переписом УРСР 1989 року чисельність наявного населення сільської ради становила 1382 особи, з яких 684 чоловіки та 698 жінок.
За переписом населення України 2001 року в сільській раді мешкало 1156 осіб.

### Мова
Розподіл населення за рідною мовою за даними перепису 2001 року:
| Мова       | Відсоток |
| ---------- | -------- |
| українська | 99,60 %  |
| російська  | 0,40 %   |